# ゼニット (コンサートホール)

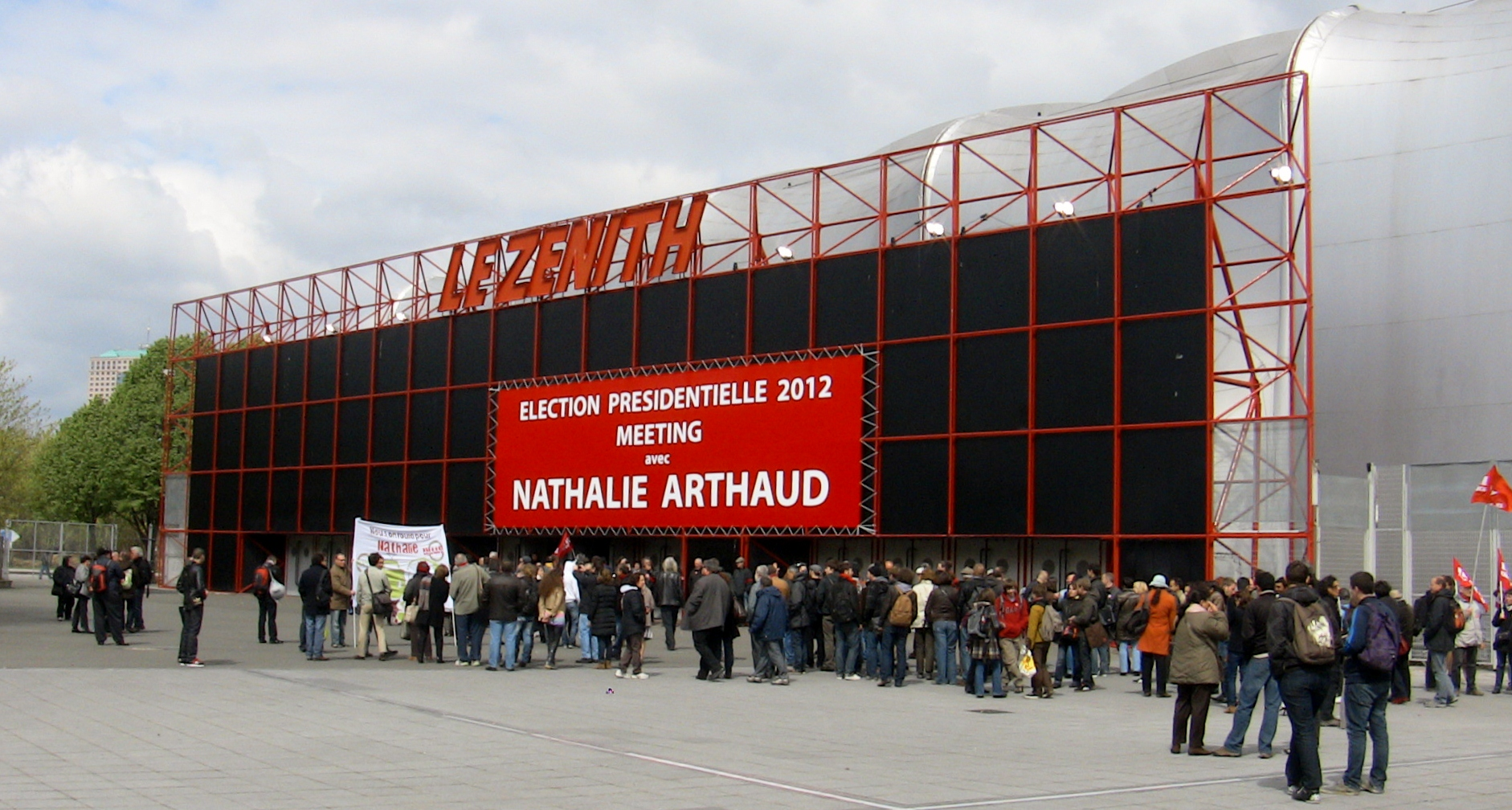
ゼニット・ド・パリ (ラ・ヴィレット公園内)

ゼニット (le Zénith) はフランス各地にあるコンサートホールである。特にパリのゼニットはオランピア劇場 (9区)、アコーホテルズ・アレナ (19区)、ラ・シガール (18区)、ル・トリアノン (18区)、バタクラン (11区) と共に、世界中の著名なミュージシャンがコンサートを行う場所として知られている。

## 歴史
1981年に当時の文化相ジャック・ラングが、ロックおよびポピュラー音楽のコンサートに適した収容人数の多いホールを建設することに決定した。「ゼニット」という言葉はさまざまな名称に使用されているが、パリのゼニット企画の担当者だった音楽プロデューサーのダニエル・コランは、「ゼニットは天頂を意味すると同時に、『天上の音楽』を連想させる」と説明している。
1984年に「パヴィヨン・ド・パリ (Pavillon de Paris)」に代わるコンサートホールとしてラ・ヴィレット公園の一画に「ゼニット・ド・パリ (Zénith de Paris)」が建設された。最初の大規模なコンサートを行ったのはルノー・セシャンであり、同年には、ジョニー・アリディ、フランス・ギャルのコンサートも開催された。
「ゼニット・ド・パリ」は現在、年間約170のコンサートが行われ、計70万人以上の観客を集めている。

## 一覧

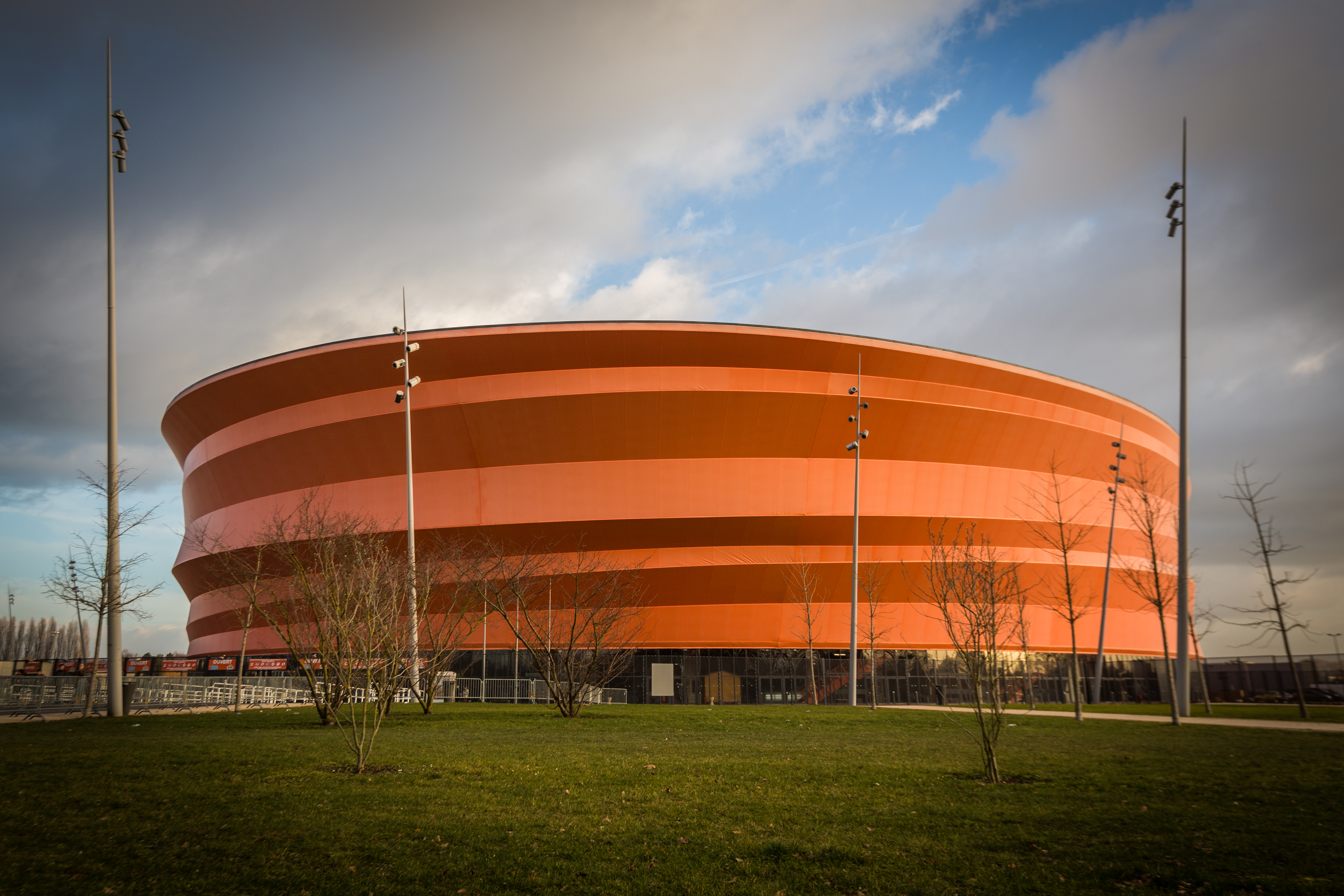
現在、最大規模のゼニット・ストラスブール

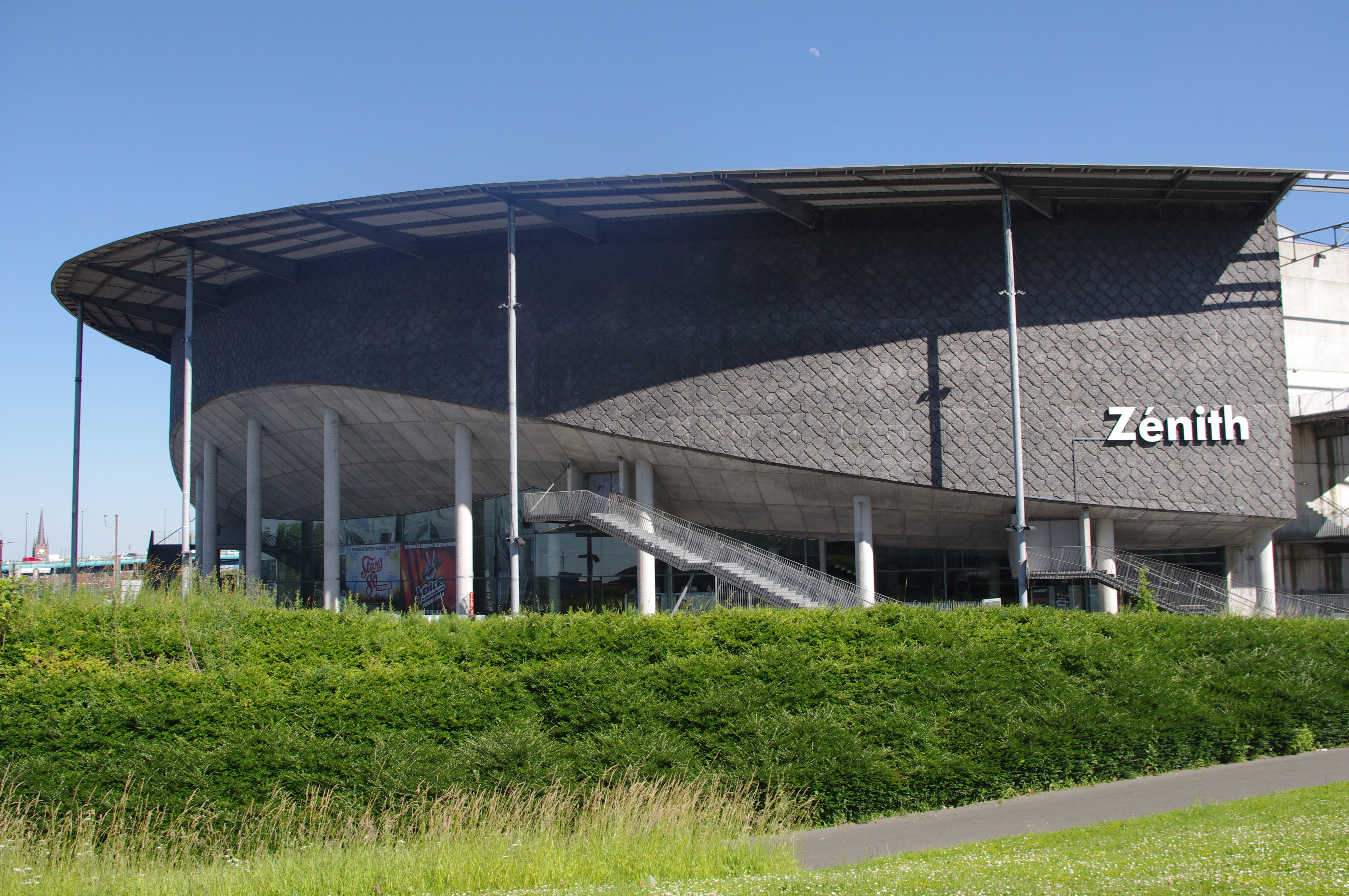
リール

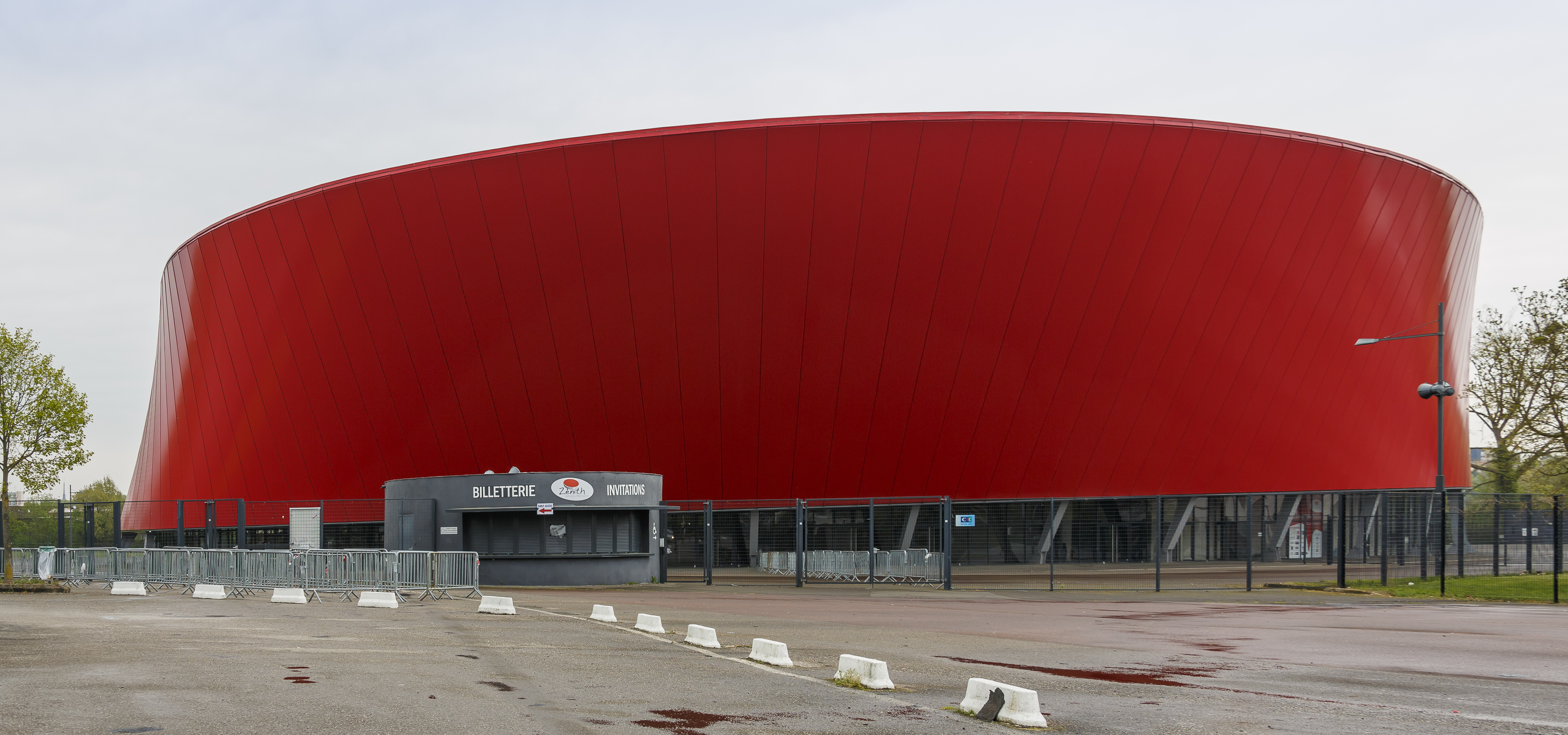
アミアン

| ゼニット                                   | 設立年 | 収容人数 | 備考                   |
| ------------------------------------------ | ------ | -------- | ---------------------- |
| ゼニット・ストラスブール・欧州             | 2008   | 12,079   |                        |
| ゼニット・ボルドー・メトロポール・アレーナ | 2018   | 11,300   |                        |
| ゼニット・ド・トゥールーズ・メトロポール   | 1999   | 11,000   | 2014年以降増築         |
| ゼニット・ドーヴェルニュ (オーヴェルニュ)  | 2003   | 9,400    | 2014年以降増築         |
| ゼニット・ド・ディジョン                   | 2005   | 9,000    | 2012年以降増築         |
| ゼニット・ド・ナント・メトロポール         | 2006   | 9,000    |                        |
| ゼニット・オメガ・ド・トゥーロン           | 1992   | 8,875    | 増築                   |
| ゼニット・ド・ルーアン                     | 2001   | 8,000    |                        |
| ゼニット・ド・ポー                         | 1992   | 7,500    |                        |
| ゼニット・ド・サン＝テティエンヌ           | 2008   | 7,200    |                        |
| ゼニット・ド・リール                       | 1994   | 7,000    |                        |
| ゼニット・ド・カーン                       | 1993   | 6,990    |                        |
| ゼニット・ドオルレアン (オルレアン)        | 1996   | 6,900    |                        |
| ゼニット・スュッド (モンペリエ)            | 1986   | 6,300    |                        |
| ゼニット・ド・パリ                         | 1984   | 6,238    |                        |
| ゼニット・ダミアン (アミアン)              | 2008   | 6,000    |                        |
| ゼニット・ド・リモージュ                   | 2007   | 6,000    |                        |
| ゼニット・ド・ナンシー                     | 1993   | 6,000    | 外部に25,000人収容可能 |
| ゼニット・ドュ・ポール (レユニオン)        | 2014   | 4,000    | 外部に10,000人収容可能 |